# Yamatai
Yamatai-koku (em japonês: 邪馬台国) ou Yamato-koku (em japonês: 大和国) é o nome sino-japonês de um país da antiguidade em Wa (Japão) durante o período Yayoi (circa 300 AC – 300 DC). A história chinesa Sanguo Zhi (297 DC) foi a primeira a referir Yemataiguo (em chinês: 邪馬臺國) ou Yemayiguo (em chinês: 邪馬壹國) como domínio da rainha xamã Himiko (falecida por volta de 248 d.C.). Gerações de historiadores japoneses, linguistas e arqueólogos debateram sobre onde Yamatai-koku poderia estar localizado e de que forma estaria ou não relacionado com Yamato (em japonês: 大和; lit. "Japão").

## História

### Textos chineses

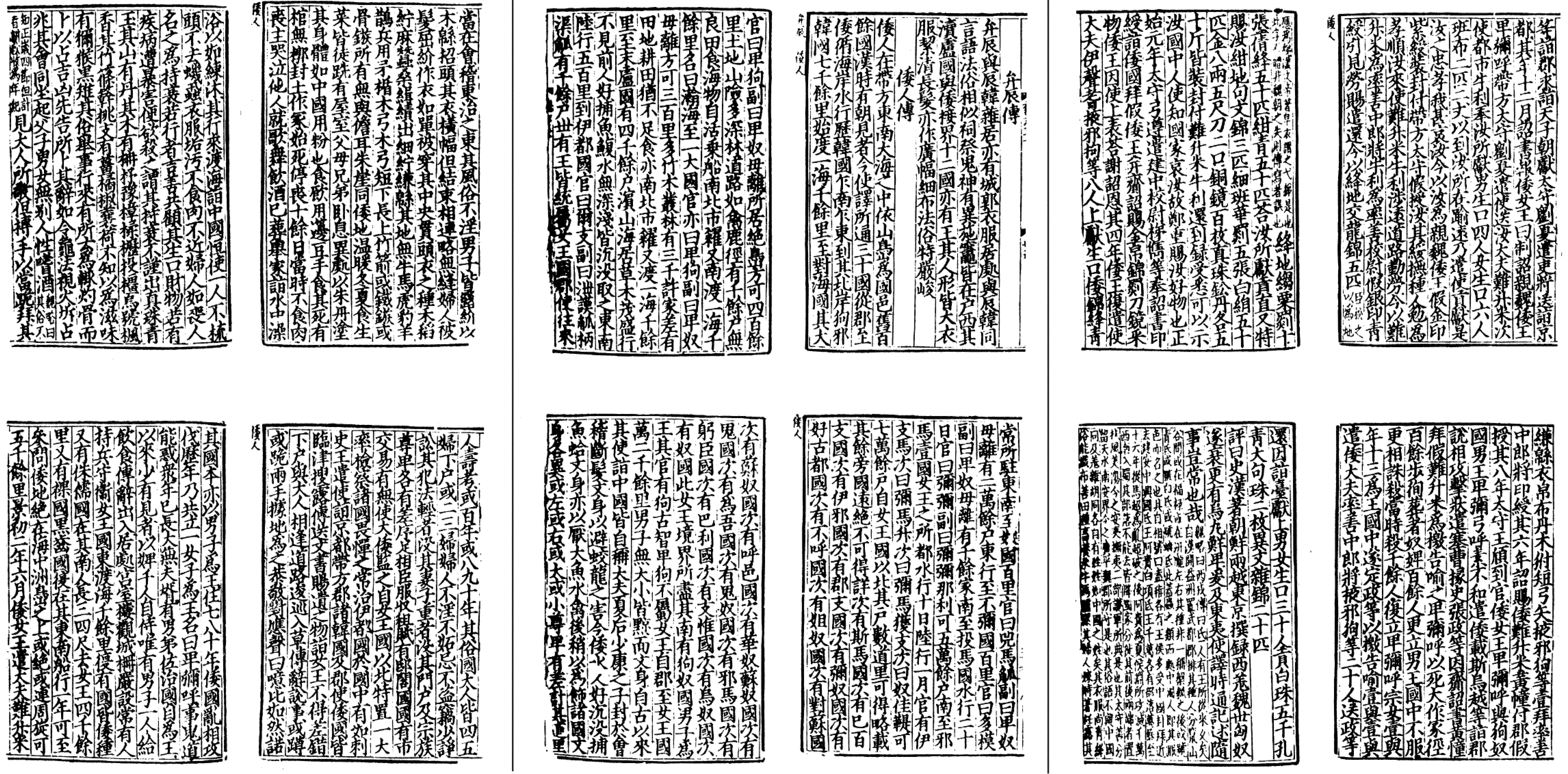
Textos do Wei Zhi, 297 d.C.

As referências mais antigas a Yamatai são encontradas nas Vinte e Quatro Histórias oficiais dinásticas da Dinastia Han (sécs. I e II), do Reino de Wei (séc. III) e da Dinastia Sui (séc. VI).
Os Registros de Wei (魏志) de 297, que são parte dos Registros dos Três Reinos (三國志), mencionam pela primeira fez o país Yamatai (Yémǎtái (邪馬臺)), escrito como Yamaichi (Yémǎyī (邪馬壹)).
A maioria dos comentaristas do Wei Zhi aceita a transcrição Yémǎtái (邪馬台) de textos posteriores e dispensam a palavra original yi (壹 "um") como uma cópia errada (ou como prevenção de algum tabu) de tai 臺 "plataforma; terraço". Esta história descreve Wa baseada em relatos detalhados de emissários chineses do século III que viajaram pelo arquipélago japonês:
Viajando para o sul através da água por vinte dias, chega-se ao país de Toma, onde o oficial é chamado de mimi e seu tenente, miminari. Aqui há cerca de cinquenta mil casas. Então, indo para o sul, chega-se ao país de Yamadai, onde uma rainha tem sua corte. [Esta jornada] leva dez dias por água e um mês por terra. Entre os oficiais há os ikima e, na próxima classe, o mimasho; então há o mimagushi, e depois o nakato. Há provavelmente mais de setenta milhares de casas. (115, tr. Tsunoda 1951:9) 
O Wei Zhi também registra que, em 238 d.C., a rainha Himiko enviou um emissário ao imperador da corte de Wei, Cao Rui, que respondeu favoravelmente:

Nós concedemos a ti, então, o título de 'Rainha de Wa amigável a Wei', juntamente com a decoração do selo de ouro com o laço roxo. ...Como um presente especial, nós concedemos a ti três peças de brocada azul com caracteres entretecidos, cinco peças de tapeçaria com desenhos florais delicados, cinquenta comprimentos de seda branca, oito taéis de ouro, duas espadas com o comprimento de cinco pés, cem espelhos de bronze e cinquenta jin, cada um de jade e de miçangas vermelhas. (tr. Tsunoda 1951:14-15)
O Livro do Han Tardio (後漢書) de 432 d.C. relata que os reis de Wa viviam no país de Yamatai:

Os Wa habitam ilhas montanhosas a sudoeste de Han [Coreia], no meio do oceano, formando mais de cem comunidades. Desde o tempo da derrubada de Chaoxian [norte da Coreia] pelo Imperador Wu, cerca de trinta dessas comunidades mantiveram contato com a corte de Han [Dinastia] por meio de emissários ou de escribas. Cada comunidade tem seu rei, cuja posição é hereditária. O Rei de Grande Wa [Yamato] vive no país de Yamadai. (tr. Tsunoda 1951:1)
O Livro de Sui (隋書), concluído em 636 d.C., registra a mudança de nome da capital de Yamadai (邪摩堆; pinyin: Yèmóduī) para Yamato (大和; pinyin: Dàhé):

Wa está situada no meio do grande oceano a sudeste de Baekje e de Silla, três mil li de distância pela água e pela terra. O povo habita ilhas montanhosas. ...A capital é Yamato, conhecida na história de Wei como Yamadai. Os registros antigos dizem que há no total doze mil li de distância dos limites das prefeituras de Lelang e de Daifang, e se situa a leste de Kuaiji, próximo de Dan'er. (81, tr. Tsunoda 1951:28)

### Textos japoneses
Os primeiros livros japoneses eram escritos principalmente com o sistema Man'yōgana, uma transcrição que usa os sons dos kanji para representar fonemas japoneses. Irregularidades neste sistema levou os escribas japoneses a desenvolverem um silabário regular. Em muitos casos, os novos kana eram simplificações gráficas de caracteres chineses. Por exemplo, ka é escrito como か em hiragana e カ em katakana, ambos derivados do caractere 加.
O Kojiki (古事記 "Registros de Assuntos Antigos"), de 712 d.C. é o livro mais antigo escrito no Japão. A seção do "Nascimento das Oito Ilhas" transcreve Yamato foneticamente como Yèmádēng (夜麻登) seria no mandarim padrão atual. O Kojiki registra o mito de criação xintoísta dos deuses Izanagi e Izanami, que criaram Ōyashima (大八州 "Oito Grandes Ilhas") do Japão, a última das quais foi Yamato:

Depois eles geraram a Grande-Yamato-a-Luxuriante-Ilha-da-Libélula, outro nome para o qual é Celeste-Augusto-Céu-Luxuriante-Libélula-Senhor-Juventude. O nome da "Terra-das-Oito-Grandes-Ilhas" então se originou nestas oito ilhas que foram geradas primeiro. (tr. Chamberlain 1919:23)
Chamberlain (1919:27) nota que o nome poético "Ilha da Libélula" é associado ao lendário Imperador Jimmu, que foi honorificamente nomeado com Yamato como "Kamuyamato Iware-biko."
O Nihon Shoki (日本書紀 "Crônicas do Japão") de 720 também transcreve Yamato com os caracteres chineses Yèmádēng (耶麻騰). Nesta versão do mito das Oito Grande Ilhas, Yamato foi gerada em segundo lugar em vez de oitavo:

Então quando a hora do nascimento havia chegado, primeiro a ilha de Ahaji foi considerada placenta, e suas mentes não tinham prazer nela. Por isso, recebeu o nome de Ahaji no Shima. Em seguida foi produzida a ilha de Oho-yamato no Toyo-aki-tsu-shima. (tr. Aston 1924 1:13)
O tradutor, Aston, nota um significado literal de "Colheita-rica (ou outono)-da-ilha" ("Ilha de Colheitas Fartas" ou "Ilha do Outono Farto").
O Man'yōshū (万葉集 "Coleção da Miríade de Folhas") transcreve Yamato como yama 山 "montanha" e tö 跡 "pegada; rastro". Temos como exemplo o primeiro poema do livro, alegadamente escrito pelo Imperador Yūryaku:

Ó donzela com uma cesta, uma cesta bonita, com uma concha, uma concha bonita, donzela que colhe verduras nesta encosta: quero perguntar sobre sua casa; eu quero saber do seu nome. Na terra que enche o céu de Yamato, sou eu quem governa a todos, sou eu quem governa em todos os lugares, e então eu acho que você vai me dizer onde mora, como é chamada. (tr. McCullough 1985:6)
Comentaristas interpretam 山跡乃國 como sendo Yamato no kuni 大和の国 "país de Yamato". A leitura comum de 山跡 seria sanseki no on'yomi ou yama'ato no kun'yomi.

## Localização
A localização de Yamatai é um dos assuntos mais controversos da história do Japão. Gerações de historiadores vêm debatendo a "controvérsia de Yamatai" e levantaram hipóteses sobre vários locais, alguns dos quais são improváveis, como Okinawa (Farris 1998:245). As teorias geralmente se centralizam em duas localidades prováveis: o norte de Kyushu ou a província de Yamato na região de Kinki, Honshu central. Imamura descreve a controvérsia:

A questão de saber se o Reino de Yamatai estava localizado no norte de Kyushu ou no centro de Kinki provocou o maior debate sobre a história antiga do Japão. Esse debate se originou de um relato intrigante do itinerário da Coréia para Yamatai no Wei-shu. A teoria do norte de Kyushu faz duvidar da descrição da distância e a teoria de Kinki central, da direção. Este tem sido um debate contínuo nos últimos 200 anos, envolvendo não apenas historiadores profissionais, arqueólogos e etnólogos, mas também muitos amadores, e milhares de livros e artigos foram publicados. (1996:188)
A localização de Yamatai e sua relação com o regime de Yamato do período Kofun continua incerta. Em 1989, arqueólogos descobriram um enorme complexo do período Yayoi no sítio arqueológico de Yoshinogari, na prefeitura de Saga, que é um possível candidato para a localização de Yamatai. Enquanto alguns estudiosos, mais notavelmente Takehiko Yoshida, historiador da Universidade de Seijo, interpretam Yoshinogari como evidência para a Teoria de Kyushu, muitos outros apoiam a Teoria de Kinki baseando-se em recipientes de cerâmica de Yoshinogari e o desenvolvimento precoce de Kofun (Saeki 2006).
A descoberta arqueológica recente de grandes palafitas sugerem que Yamatai estava localizado nas proximidades de Makimuku, em Sakurai, Nara. (Anno. 2009).

## Na Cultura Popular
- Yamatai é o destino de Lara Croft no jogo de 2013 Tomb Raider. Depois de muitas horas de pesquisa, Lara acredita que Yamatai está localizada no interior do Triângulo do Dragão, junto à costa japonesa. Depois de um naufrágio,, Lara encontra Yamatai e descobre que nela existe um culto de sádicos e os restos de um antigo exército Shogun. O místico exercito fazia parte da Guarda do Trovão que protegia a Rainha Himiko.[1][2]